# Rhyssella obliterata

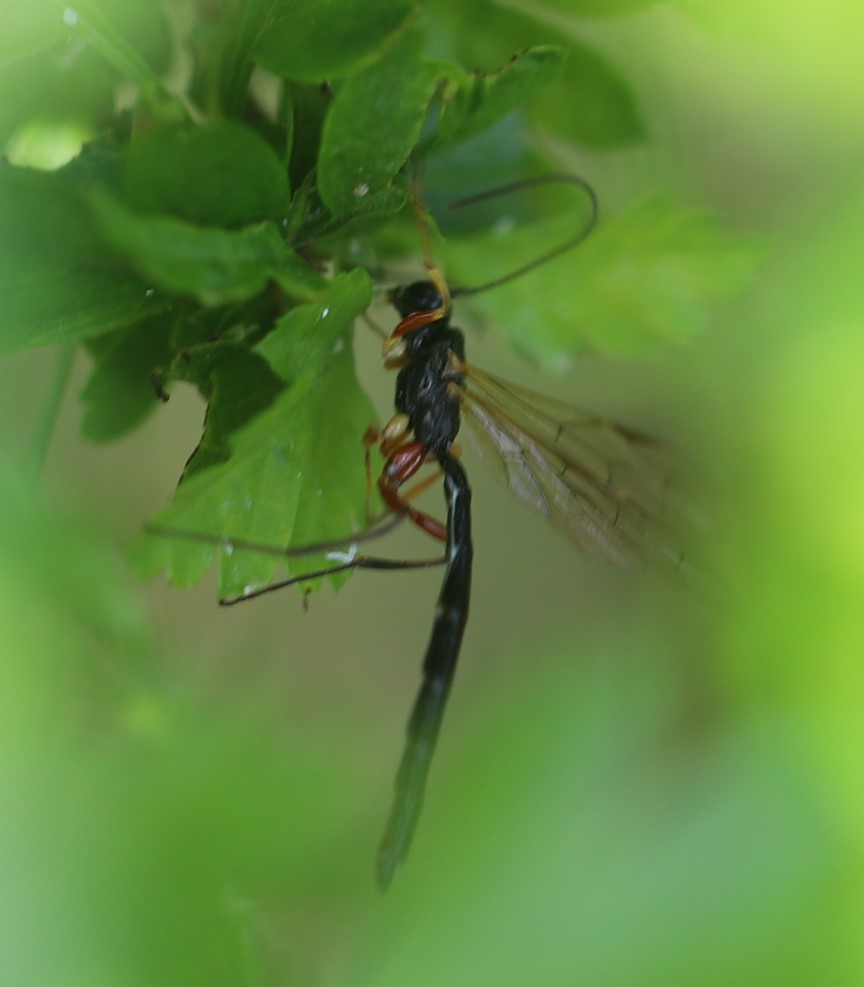
Rhyssella obliterata ♂, Seitenansicht

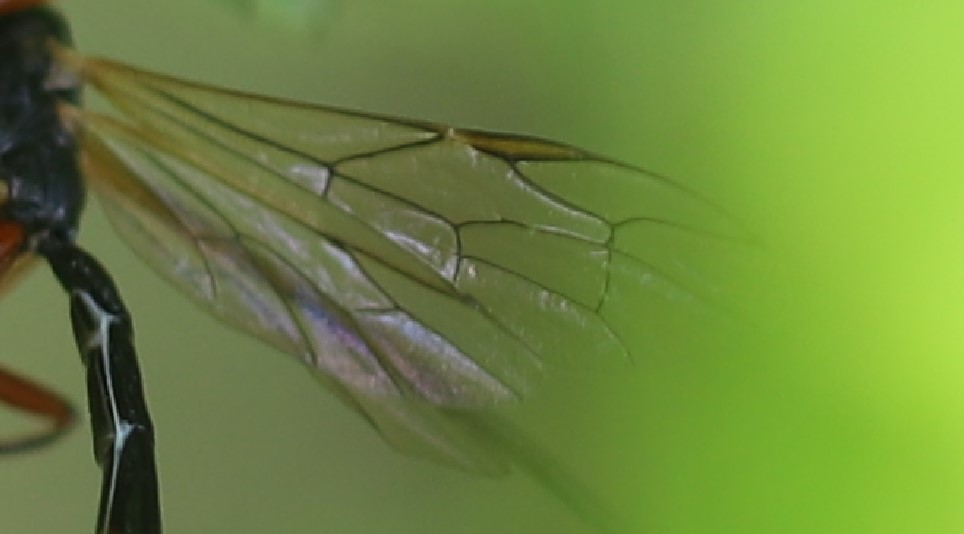
Rhyssella obliterata ♂, Flügeldetails

Rhyssella obliterata ist eine Schlupfwespe aus der Unterfamilie Rhyssinae. Sie gehört zu den größeren Schlupfwespen Deutschlands. Die Art wurde von dem deutschen Zoologen
Carl Gravenhorst 1829 als Rhyssa obliterata erstbeschrieben. Das lateinische Art-Epitheton obliterata bedeutet „ausgelöscht“.

## Merkmale
Die schlanken Schlupfwespen sind 20–25 mm lang. Der Legebohrer der Weibchen ist etwa so lang wie ihr Körper. Kopf, Fühler Thorax und Hinterleib sind schwarz. Über das Mesonotum verlaufen zwei mehr oder weniger parallele gelbe Längsstriche. Auf dem Scutellum und auf dem Postscutellum befindet sich jeweils ein gelber Fleck. Die Beine einschließlich der Coxae sind größtenteils gelb und gelbrot gefärbt. Die hinteren Tibien und Tarsen sind verdunkelt. Das Gesicht der Männchen ist weißlich gefärbt. Oberhalb der Fühlereinlenkungen befindet sich bei den Männchen am Innenrand der Facettenaugen ein weißlicher Fleck. Im Gegensatz zu der zweiten Art der Gattung Rhyssella in Europa, Rhyssella approximator, ist das Pterostigma der Vorderflügel gelblich und nicht schwarz gefärbt. Außerdem sind Mesonotum, Scutellum und Postscutellum von Rhyssella approximator uniform schwarz gefärbt.

## Verbreitung
Rhyssella obliterata ist in der West-Paläarktis verbreitet. Die Art kommt in verschiedenen Teilen Europas vor. Das Vorkommen reicht von Frankreich im Westen über Mittel- und Osteuropa bis nach Russland und das im Kaukasus befindliche Armenien. Im Norden erstreckt sich das Verbreitungsgebiet bis nach Schweden. Im Südosten von Europa gibt es Nachweise aus Kroatien, Serbien, Montenegro und Mazedonien.

## Lebensweise
Rhyssella obliterata ist ein idiobionter Ektoparasitoid von Schwertwespen-Larven. In Schweden parasitiert sie Xiphydria picta, die sich hauptsächlich in Erlen entwickelt. Weiterhin werden als Wirtsarten Xiphydria longicollis und Xiphydria prolongata genannt. Diese Arten entwickeln sich in Eichen bzw. in Silberweiden. Die Schwertwespen bohren ihre Eier mit Hilfe ihres Legebohrers in das Holz absterbender Laubbäume. Dabei wird auch ein Pilz injiziert, welcher das Holz „vorverdaut“, so dass es für die Schwertwespenlarve als Nahrung nutzbar ist. Die Schlupfwespen können diesen Pilz mit Hilfe ihrer empfindlichen Riechorgane wahrnehmen und finden so die Schwertwespenlarven. Mit Hilfe des langen Legestachels platzieren sie ein Ei an die Schwertwespenlarve. Die geschlüpfte Schlupfwespenlarve frisst die Wirtslarve und verpuppt sich dort später. Die Schlupfwespen werden von Mai bis September beobachtet. 

### Parasitoide
Rhyssella obliterata wird vom Hyperparasiten Pseudorhyssa alpestris parasitiert. Diese Schlupfwespe nutzt das Bohrloch ihres Wirts, um ein eigenes Ei in die Brutkammer zu platzieren. Die geschlüpfte Larve frisst im ersten Stadium die Larve von Rhyssella obliterata.